# Lijst van advocaten
Dit is een onvolledige lijst van bekende (voormalige) advocaten.

## België
- Gerolf Annemans
- Eddy Boutmans
- John Bultinck
- Hugo Coveliers
- Walter Damen
- Jean-Pierre De Bandt
- François De Keersmaecker
- Hein Diependaele
- Fred Erdman
- Victor Hissel
- Jan Loones
- Marthe Maeren
- Wilfried Martens
- Octave Maus
- Charles Michel
- Mischaël Modrikamen
- Zohra Othman
- Matthias Storme
- Guy Swennen
- Ergün Top
- Vic Van Aelst
- Carina Van Cauter
- Frans Van der Elst
- Tinne Van der Straeten
- Piet Van Eeckhaut
- Paul Van Orshoven
- Walter Van Steenbrugge
- Eddy van Vliet
- Jef Vermassen
- Kati Verstrepen
- Marc Verwilghen

## Nederland
- Sébas Diekstra
- Mirjam de Blécourt
- Piet Aalberse
- Dries van Agt
- Hans Anker
- Wim Anker
- Arthur van der Biezen
- Willem Bilderdijk
- Britta Böhler
- Ferdinand Bordewijk
- Jo Cals
- Herman Willem Daendels
- Piet Doedens
- Boris Dittrich
- Bénédicte Ficq
- Oscar Hammerstein
- Ard van der Steur
- Theo Hiddema
- Evert Hingst
- Khalid Kasem
- Geert-Jan Knoops
- Victor Koppe
- Frits Korthals Altes
- Cees Korvinus
- Jan-Hein Kuijpers
- Theo van Lynden van Sandenburg
- Eberhard van der Laan
- Pieter Sjoerds Gerbrandy
- Bram Moszkowicz
- Robert Moszkowicz
- Max Moszkowicz sr.
- Hilbrand Nawijn
- Peter Plasman
- Gerald Roethof
- Gerard Spong
- Pieter Jelles Troelstra
- Inez Weski
- Derk Wiersum

## Suriname
- André Haakmat

## Rest van de wereld
- Floyd Abrams
- Francesco Accolla
- Gaetano Arangio-Ruiz
- Robert B. Barnett
- Cherie Blair
- Tony Blair
- Fortunato Calcagno
- Luigi Greco Cassia
- Fidel Castro
- Ernesto Cianciolo
- Marcus Tullius Cicero
- Hillary Clinton
- Johnnie Cochran
- Paolo Conte
- Johann Friedrich Cotta, Freiherr von Cottendorf
- Simone Cuccia
- Mario Cutelli
- Helen Dünner (Zwitserland)
- Hans Frank
- Mahatma Gandhi
- Felipe González
- Giovanni Indri
- Ernst Kaltenbrunner
- Felicia Langer
- Abraham Lincoln
- Walter Lippmann
- Tzipi Livni
- John Locke
- Domenico Lo Vasco
- Nelson Mandela
- Salvatore Marchese
- Cormac McCarthy
- Slobodan Milošević
- Walter Mondale
- Giacomo Natoli, baron van Scaliti tot Scaletta
- Giuseppe Natoli, baron van Scaliti
- Giovanni Noè
- Duma Nokwe
- Barack Obama
- Ehud Olmert
- Enrico Paresce
- Gaius Plinius Caecilius Secundus minor
- Pierre Pflimlin
- Giuseppe Carnazza Puglisi
- Dan Quayle
- Luigi Ragno
- Maximilien de Robespierre
- Gerhard Schröder
- Arthur Seyss-Inquart
- Johnson Toribiong
- Caspar Weinberger
- Gaetano Zingali